# Hilma Caldeira
Hilma Aparecida Caldeira (ur. 5 stycznia 1972 w Diamantinie) – brazylijska siatkarka, medalistka igrzysk olimpijskich.

## Życiorys
Caldeira była w składzie reprezentacji Brazylii podczas igrzysk w 1992 oraz 1996 roku, na których jej reprezentacja zdobyła brązowy medal. W 1994 roku została wraz z reprezentacją wicemistrzynią świata na turnieju rozgrywanym w swojej ojczyźnie. Srebrna medalistka pucharu świata w piłce siatkowej z 1995. Zdobywczyni Grand Prix w 1994 i 1996 oraz srebrna medalistka z 1995.